# Per manum
Per manum (Per Manum) est le 13e épisode de la saison 8 de la série télévisée X-Files. Dans cet épisode, qui fait partie de l'arc mythologique de la série, Scully et Doggett enquêtent sur des fécondations provoquées par des extraterrestres.
L'épisode a recueilli des critiques globalement favorables.

## Résumé
Scully et Doggett rencontrent Duffy Haskell, qui prétend que sa femme, enlevée plusieurs fois par des extraterrestres, a été tuée par des médecins après avoir donné naissance à un bébé extraterrestre. Il leur donne l'adresse de la clinique, Zeus Genetics, et leur montre une échographie semblant confirmer ses dires. Scully, qui cache sa grossesse à Doggett, fait mine devant lui de ne pas s'intéresser à l'affaire mais se rend néanmoins à la clinique, où elle découvre d’étranges fœtus stockés dans une pièce. Inquiète au sujet de sa grossesse, elle est rassurée par son gynécologue, le docteur Parenti, mais celui-ci s'avère travailler pour Zeus Genetics. Doggett et Skinner se méfie des déclarations d'Haskell, qui appelle alors l'un des médecins de Zeus Genetics afin qu'ils passent à la prochaine phase du plan.
Scully est approchée par Mary Hendershot, une autre femme enceinte qui lui affirme que leurs bébés sont en danger. Scully l'emmène dans un hôpital militaire où son accouchement doit être provoqué. De son côté, Doggett découvre que les empreintes d'Haskell appartiennent à un homme mort depuis trente ans. Il demande à Knowle Rohrer, l'un de ses anciens camarades de l'armée qui travaille désormais pour le département de la Défense, de l'aider à trouver la véritable identité d'Haskell. Passant elle-même un examen, Scully se rend compte qu'on lui a montré des images truquées de son fœtus. Elle et Hendershot quittent alors l'hôpital avec l'aide de Rohrer, qui prétend avoir été envoyé par Doggett. Scully et Henderson sont endormies et séparées. Au réveil de Scully, Doggett, qui sait désormais qu'elle est enceinte, l'informe que le nouveau-né de Henderson est normal. Scully est toutefois persuadée qu'ils ont tous deux été manipulés mais n'a aucune preuve.
Tout au long de l'épisode, plusieurs flashbacks dévoilent des pans de l'histoire concernant la grossesse de Scully. Mulder apprend à Scully que son infertilité a été causée par le prélèvement de ses ovaires lors de son enlèvement. Refusant de se résigner, elle consulte le docteur Parenti, qui lui affirme qu'elle pourrait être inséminée artificiellement avec succès. Sollicité par sa partenaire, Mulder accepte de donner son sperme. Scully apprend plus tard à Mulder que la tentative de fécondation in vitro a échoué mais Mulder lui dit de ne pas perdre espoir.

## Distribution
- David Duchovny : Fox Mulder
- Gillian Anderson : Dana Scully
- Robert Patrick : John Doggett
- Mitch Pileggi : Walter Skinner
- Jennifer Griffin : le docteur Miryum
- David Purdham : le docteur Lev
- Jay Acovone : Duffy Haskell
- Saxon Trainor : Mary Hendershot
- Steven Anderson : le docteur James Parenti
- Megan Follows : Kath McCready
- Adam Baldwin : Knowle Rohrer

## Production
Frank Spotnitz, coscénariste de l'épisode, affirme à son sujet que son but est de transmettre un profond sentiment de paranoïa, notamment à travers les liens entre les personnages, leurs déclarations et la méfiance qu'ils éprouvent. Une scène placée au début de l'épisode, où Scully consulte son médecin à propos de ses échographies, est supprimée car elle n'est pas jugée assez subtile et place trop vite un doute sur les actions des médecins.
Adam Baldwin, qui avait auditionné pour le rôle de Doggett avant le début du tournage de la saison, est rappelé par les producteurs pour interpréter le personnage de Knowle Rohrer. Jay Acovone, qui tient le rôle de Duffy Haskell, était déjà apparu dans un autre rôle lors de l'épisode Crime de mémoire de la 4e saison. Mark Snow, le compositeur de la série, fait un caméo dans le rôle d'un docteur.

## Accueil

### Audiences
Lors de sa première diffusion aux États-Unis, l'épisode réalise un score de 9,4 sur l'échelle de Nielsen, avec 14 % de parts de marché, et est regardé par 16,10 millions de téléspectateurs. La promotion télévisée de l'épisode est réalisée avec le slogan « How did Scully get pregnant? » (en français « Comment Scully est-elle tombée enceinte ? »).

### Accueil critique
L'épisode obtient des critiques globalement favorables. Dans leur livre sur la série, Robert Shearman et Lars Pearson lui donnent la note de 5/5. Le site Le Monde des Avengers lui donne la note de 4/4. John Keegan, du site Critical Myth, lui donne la note de 9/10. Todd VanDerWerff, du site The A.V. Club, lui donne la note de B+.
Parmi les critiques négatives, Paula Vitaris, de Cinefantastique, lui donne la note de 0/4.